# The Enigma of Life
The Enigma of Life je páté studiové album norské goticko-metalové skupiny Sirenia. Na tomto albu jsou hojně využity housle. Jedná se spíše o rock-popové album s nádechem norské gotiky.
Vyšlo 21. ledna 2011 ve vydavatelství Nuclear Blast. Album bylo masterováno ve studiu Finnvox ve Finsku.